# Mutakkil-Nusku
Mutakkil-Nusku byl velmi krátce králem Asýrie (1133 př. n. l.). Syn Aššura-dána I. se k moci dostal tím, že poslal svého bratra do vyhnanství nedlouho po smrti jejich otce. On sám však zanedlouho zemřel a trůn zdědil jeho syn Aššur-réša I.